# پی‌یرو ویوارلی
پی‌یرو ویوارلی (ایتالیایی: Piero Vivarelli؛ ‏ ۲۶ فوریهٔ ۱۹۲۷ – ۷ سپتامبر ۲۰۱۰) بازیگر، کارگردان فیلم، فیلم‌نامه‌نویس، آهنگساز و ترانه‌نویس اهل ایتالیا بود.
از فیلم‌ها یا مجموعه‌های تلویزیونی که وی در آن‌ها نقش داشته‌است، می‌توان به دکامرون سیاه، امانوئل در بانکوک و ایزدمار اشاره نمود.